# Camp Bucca
Camp Bucca (en arabe : سجن بوكا) est une ancienne prison gérée par les États-Unis près du port d'Umm Qasr en Irak lors de la Guerre d'Irak. Employée également comme camp de prisonniers dès 2003 par les forces britanniques en Irak, elle est progressivement transformée en centre de détention et héberge jusqu'à 26 000 détenus. Les conditions de détention au sein de Camp Bucca sont décrites par les prisonniers comme particulièrement sévères. Après le scandale de la prison d'Abu Ghraib en 2004, les conditions sont améliorées et Camp Bucca sert alors d'exemple à l'armée américaine qui y autorise l'instruction et la visite des familles.
Elle fut l'un des terreaux de la création de l’organisation de l'État islamique (EI), certains de ses réseaux se sont créés au moment où étaient concentrés neuf des dirigeants de l'organisation dans la prison, dont Abou Bakr al-Baghdadi, Abou Muslim al-Turkmeni, Abou Mohammed al-Adnani,, et Abou Mohammed al-Joulani. Le fondateur du Front al-Nosra, affilié un temps à Al-Qaïda, a aussi séjourné dans cette prison.
Abandonnée en 2009, elle doit être transformée en pôle de développement économique avec l'implantation d'hôtels et de dépôts logistiques pour l'industrie pétrolière.